# Avenue du Général-San-Martin
L'avenue du Général-San-Martin est une voie située dans le quartier du Combat du 19e arrondissement de Paris en France.

## Situation et accès
Cette voie est située dans le parc des Buttes Chaumont, entre la rue Fessart et l'avenue Secrétan.

## Origine du nom

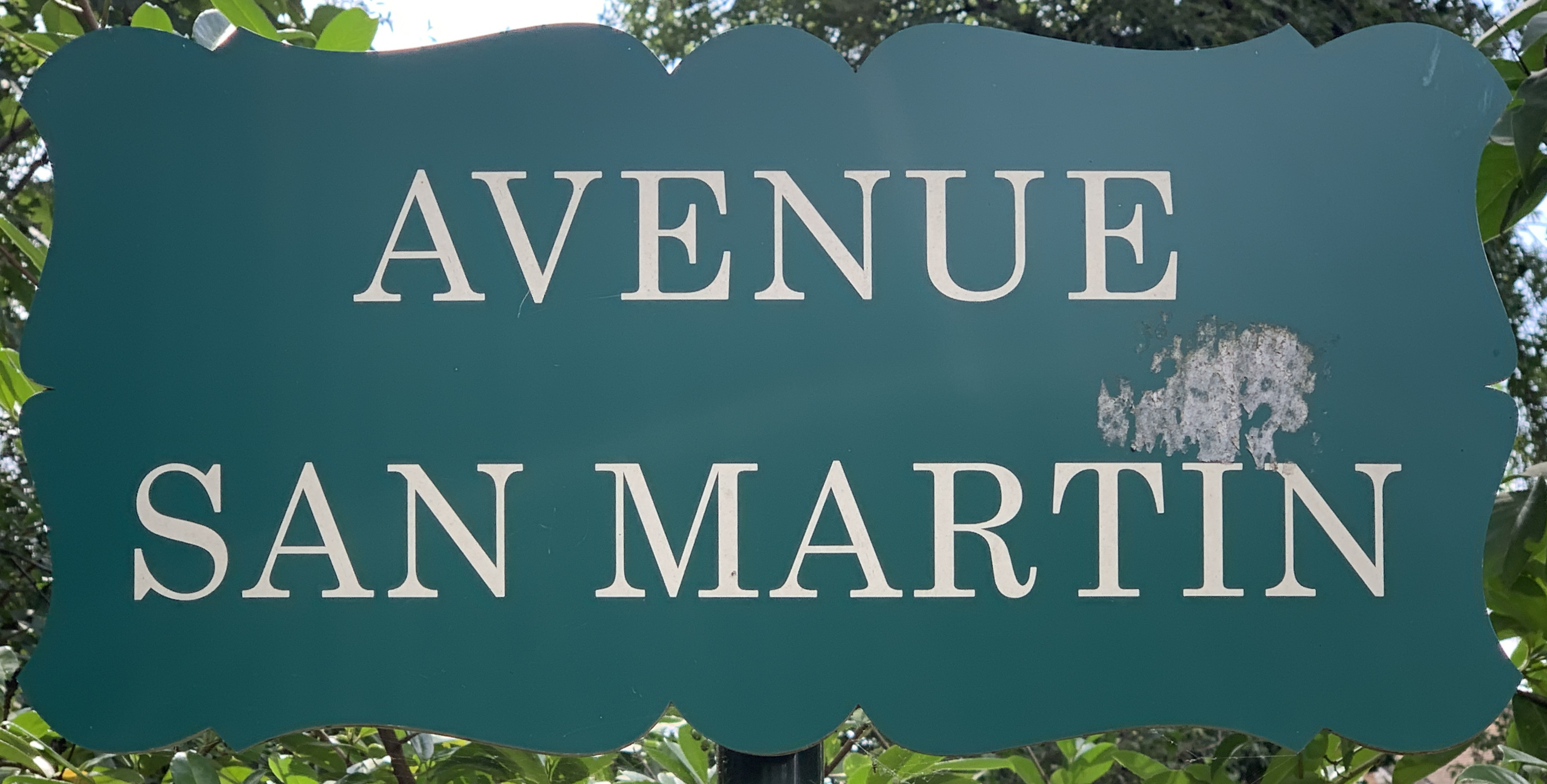
Plaque de l'avenue.

Elle porte le nom du général argentin, José de San Martín, qui fut un héros des guerres d'indépendance sud-américaines au côté de Simón Bolívar, dont l'avenue éponyme ceint le parc.

## Historique
Ancienne « route Fessart-Secrétan », cette avenue est située dans le parc des Buttes-Chaumont et prend depuis 1926 le nom d'« avenue du Général-San-Martin ».